# Dodge Mirada
Dodge Mirada — автомобіль в кузові купе виробництва компанії Dodge, що належить концерну Chrysler Corporation. Прийшов на зміну автомобілю Dodge Magnum. Витіснений з конвеєра модель Dodge 600.

## Історія
Автомобіль Dodge Mirada вперше був представлений в 1980 році. На відміну від попередників під індексом Magnum, автомобіль зменшений в габаритах для відповідності стандартам корпоративної економії палива.
Базовою моделлю для Dodge Mirada стала Dodge Aspen. При розробці передньої частини був врахований досвід Cord 810/812.
Базові моделі Dodge Mirada оснащені металевим дахом з хромованою смугою. Опціонально були доступні електричний люк (до 1981 року) і скляний Т-подібний дах. Також моделі оснащені 15-дюймовими сталевими колесами з десятьма спицями. Оздоблення автомобіля-S (SE) і CMX.

## Двигун
| Об'єм    | Потужність                                         | Крутильний момент                            | Трансмісія          |
| -------- | -------------------------------------------------- | -------------------------------------------- | ------------------- |
| 3687 см3 | 90 к. с. (1980) 85 к. с. (1981—1983) при 3600 хв   | 217 Нм (1980) 224 Нм (1981—1983) при 1600 хв | 3-скор. АКПП (A904) |
| 5211 см3 | 120 к. с. (1980) 130 к. с. (1981—1983) при 3600 хв | 332 Нм (1980) 312 Нм (1981—1983) при 1600 хв | 3-скор. АКПП (A904) |
| 5899 см3 | 185 к. с. при 4000 хв                              | 373 Нм при 2000 хв                           | 3-скор. АКПП (A727) |
| [ 2 ]    |                                                    |                                              |                     |

## Продаж
| Року   | Всього |
| ------ | ------ |
| 1980   | 28633  |
| 1981   | 11899  |
| 1982   | 6818   |
| 1983   | 5597   |
| Всього | 52947  |

## Галерея

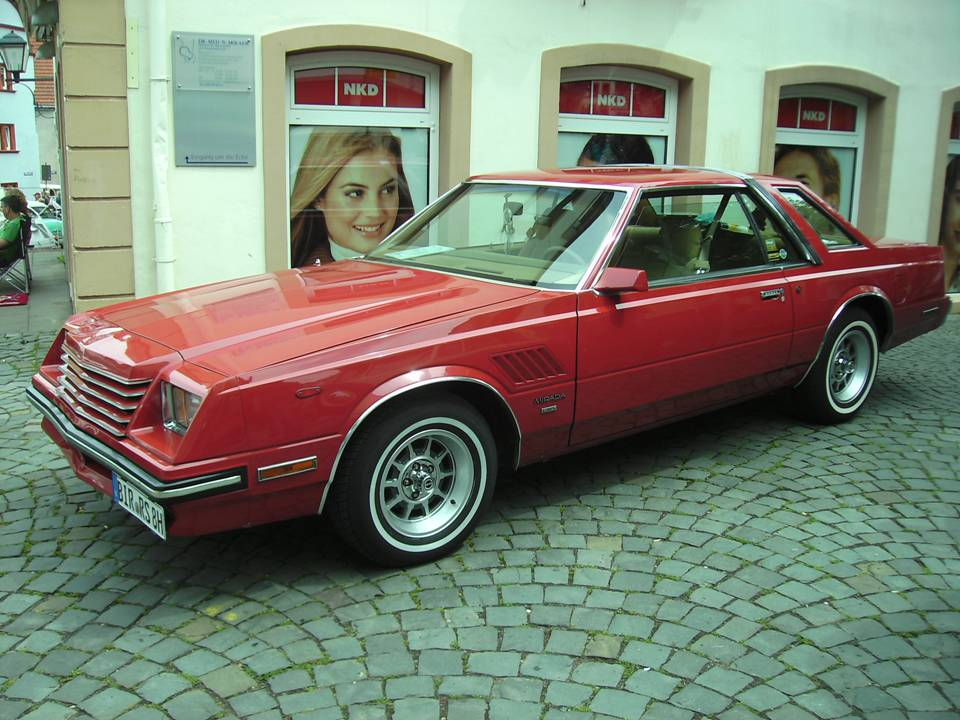
Dodge Mirada
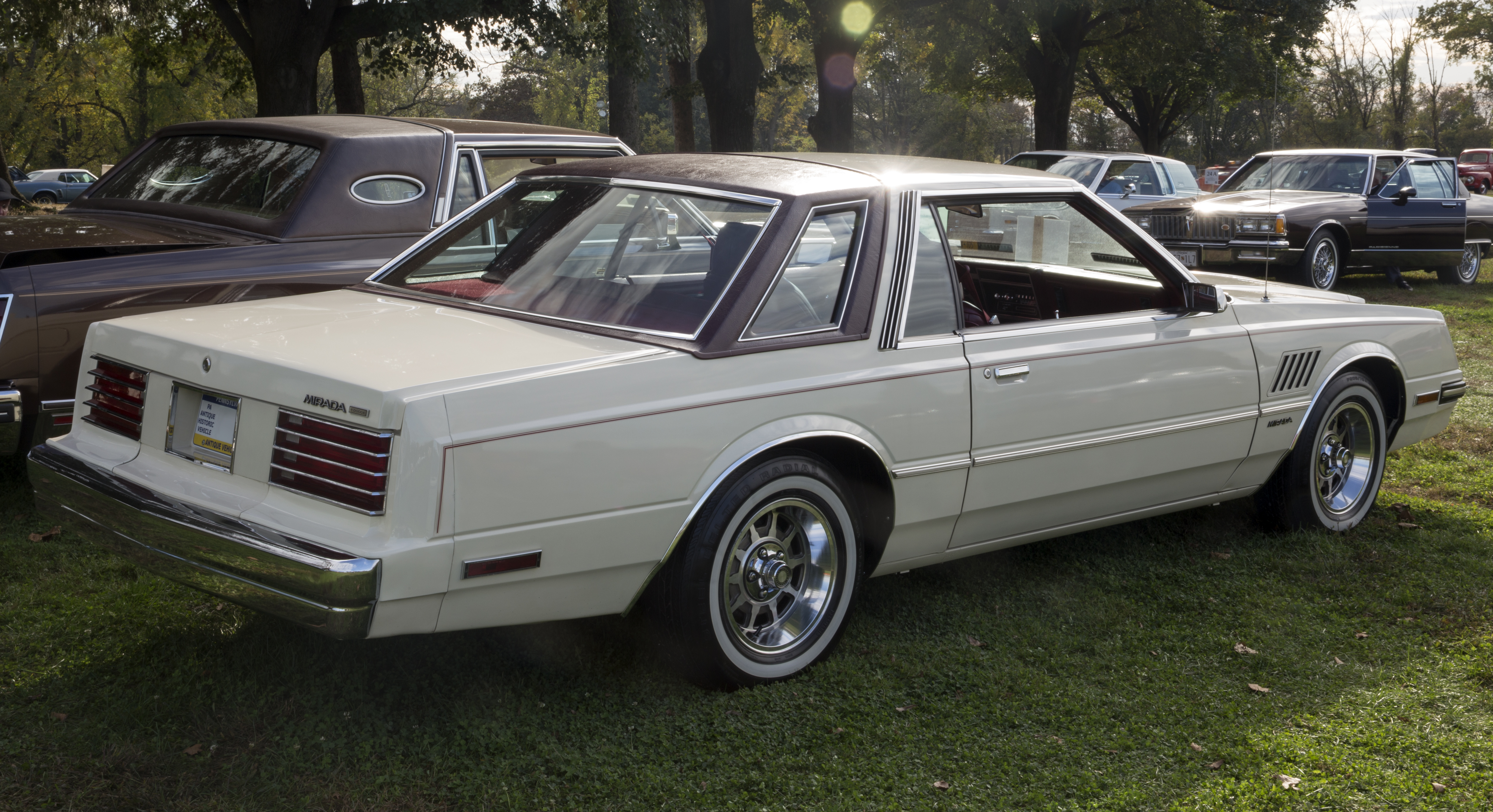
Вид ззаду
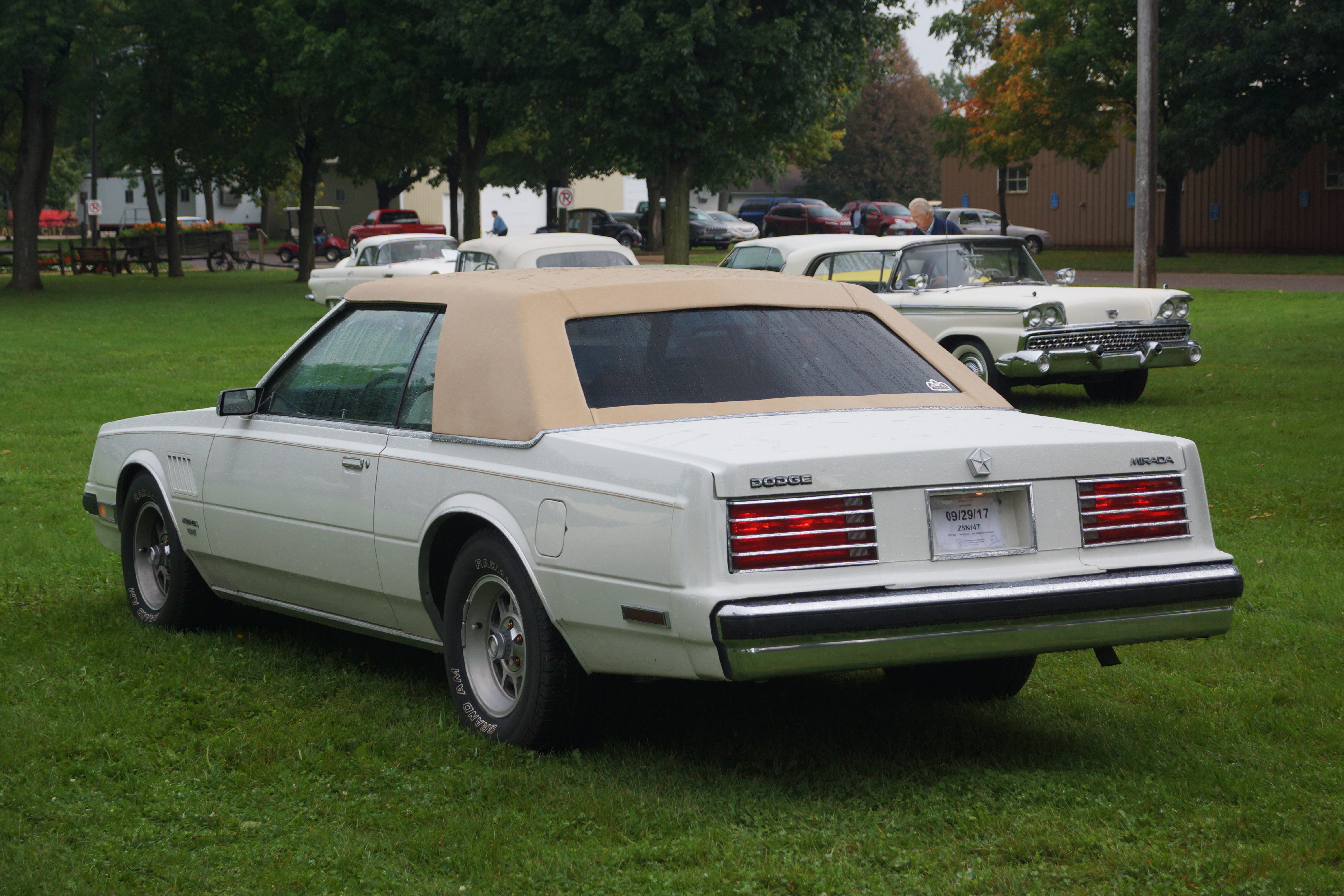
Dodge Mirada CMX
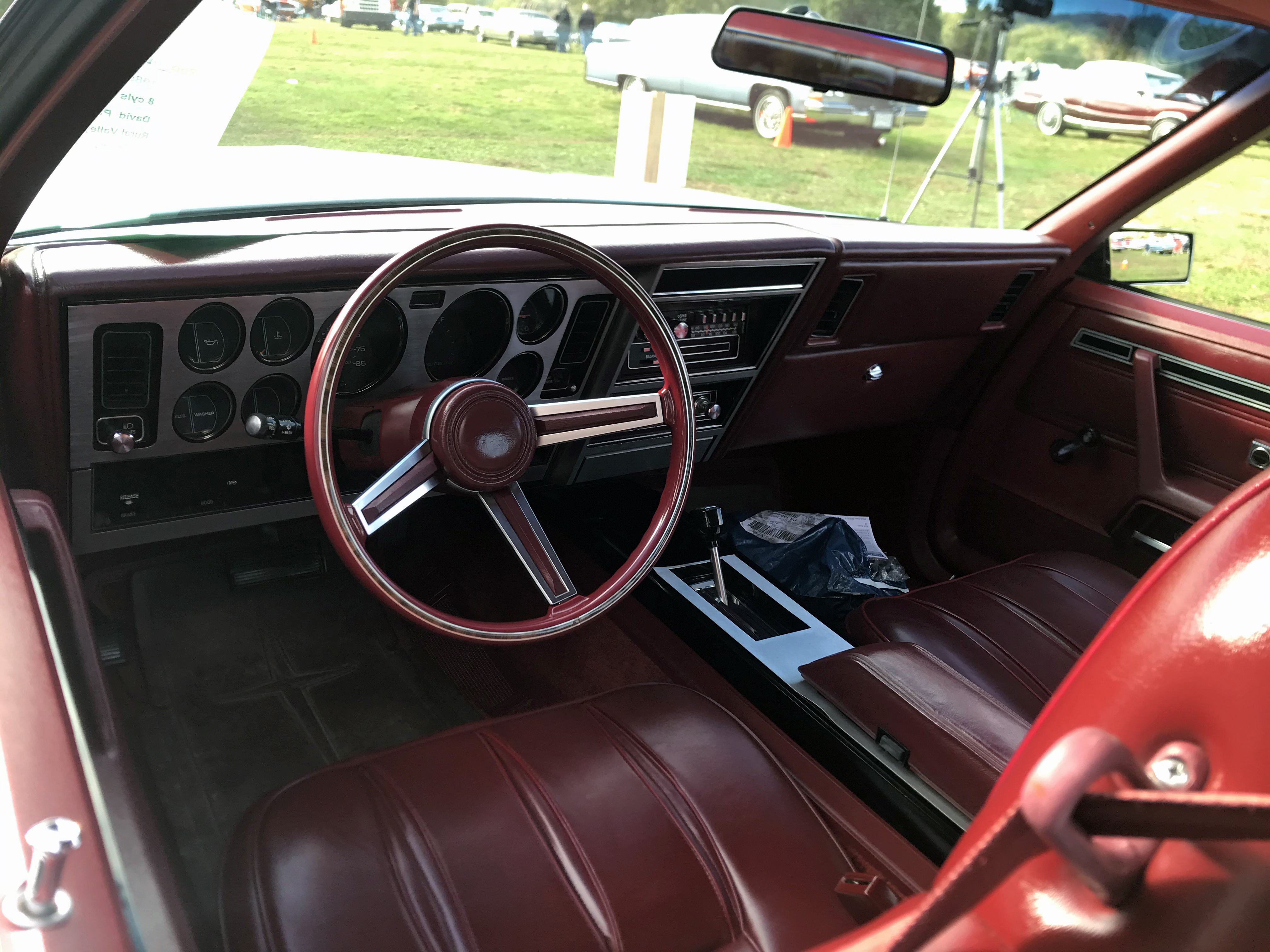
Місце водія
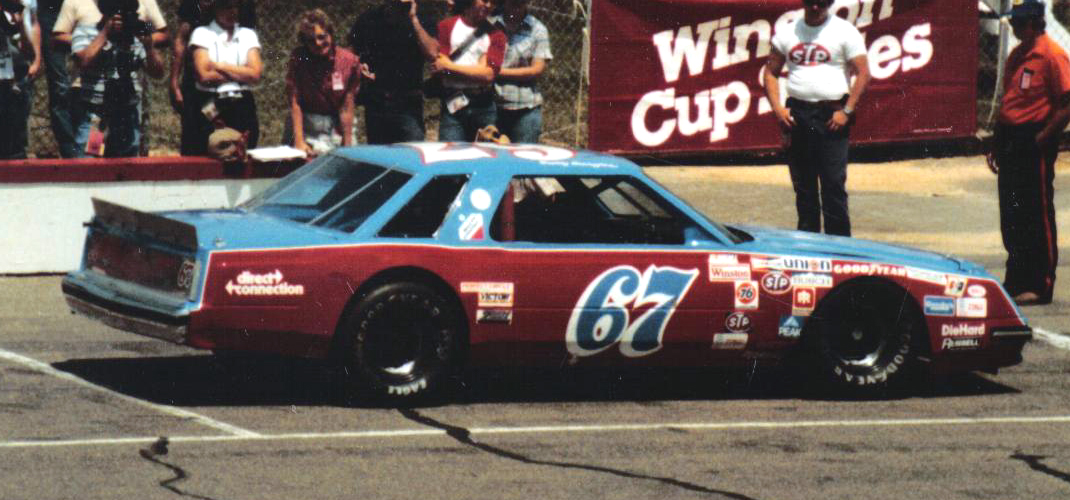
Спортивний автомобіль